# Liste der Hochhäuser in Missouri

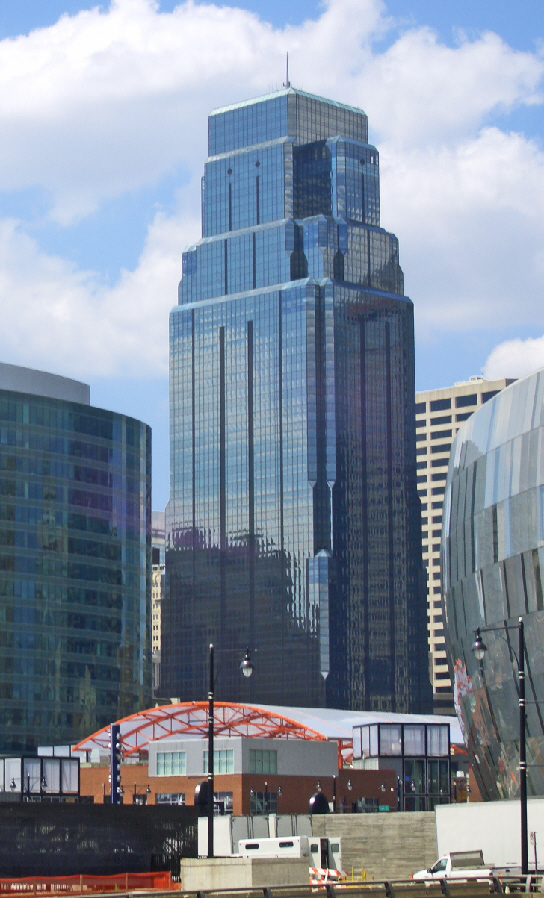
One Kansas City Place, höchstes Hochhaus in Missouri

In der Liste der Hochhäuser in Missouri werden die Hochhäuser im US-Bundesstaat Missouri ab einer strukturellen Höhe von 100 Metern aufgezählt. Das bedeutet die Höhe bis zum höchsten Punkt des Gebäudes ohne Antenne. Aufgezählt werden nur fertiggestellte und im Bau befindliche Hochhäuser.

## Auflistung der Hochhäuser nach Höhe
| Nr. | Name                                     | Stadt       | Höhe                          | Etagen | Baujahr | Status |
| --- | ---------------------------------------- | ----------- | ----------------------------- | ------ | ------- | ------ |
| 1.  | One Kansas City Place                    | Kansas City | 190,2 m                       | 42     | 1988    | Erbaut |
| 2.  | One Metropoliant Square                  | St. Louis   | 180,7 m                       | 42     | 1989    | Erbaut |
| 3.  | Town Pavillon                            | Kansas City | 180,1 m (Höhe bis zur Spitze) | 38     | 1986    | Erbaut |
| 4.  | One AT&T Center                          | St. Louis   | 179,2 m                       | 44     | 1986    | Erbaut |
| 5.  | Eagleton Federal Courthouse              | St. Louis   | 169,7 m                       | 28     | 2000    | Erbaut |
| 6.  | Hyatt Regency Crown Center               | Kansas City | 153,6 m                       | 45     | 1980    | Erbaut |
| 7.  | One US Bank Plaza                        | St. Louis   | 147,5 m                       | 35     | 1976    | Erbaut |
| 8.  | Kansas City Power & Light Building       | Kansas City | 145,1 m                       | 34     | 1931    | Erbaut |
| 9.  | 909 Walnut Tower                         | Kansas City | 143,6 m (Höhe bis zur Spitze) | 35     | 1931    | Erbaut |
| 10. | Kansas City City Hall                    | Kansas City | 135 m                         | 30     | 1937    | Erbaut |
| 11. | 1201 Walnut                              | Kansas City | 130,1 m                       | 30     | 1991    | Erbaut |
| 12. | Connerce Tower                           | Kansas City | 128,3 m                       | 32     | 1965    | Erbaut |
| 13. | San Francisco Tower                      | Kansas City | 125,2 m                       | 32     | 1976    | Erbaut |
| 14. | The Plaza in Clayton – Residential Tower | Clayton     | 124,7 m                       | 30     | 2002    | Erbaut |
| 15. | City Center Square                       | Kansas City | 123,1 m                       | 30     | 1977    | Erbaut |
| 16. | Laclede Gas Building                     | St. Louis   | 122,2 m                       | 31     | 1969    | Erbaut |
| 17. | Southwestern Bell Building               | St. Louis   | 121 m                         | 28     | 1926    | Erbaut |
| 18. | Civil Courts Building                    | St. Louis   | 117,6 m                       | 13     | 1929    | Erbaut |
| 19. | Bank of America Plaza                    | St. Louis   | 117 m                         | 31     | 1981    | Erbaut |
| 20. | Oak Tower                                | Kansas City | 115,5 m                       | 28     | 1929    | Erbaut |
| 21. | One City Center                          | St. Louis   | 114,3 m                       | 25     | 1986    | Erbaut |
| 22. | IBM Plaza                                | Kansas City | 107,3 m                       | 28     | 1977    | Erbaut |
| 23. | Bryant Building                          | Kansas City | 107,2 m                       | 26     | 1931    | Erbaut |
| 24. | 2555 Grand                               | Kansas City | 105,7 m                       | 26     | 2003    | Erbaut |
| 25. | Pierre Laclede Center II                 | Clayton     | 102,7 m                       | 23     | 1969    | Erbaut |
| 26. | Park East Tower                          | St. Louis   | 100,6 m                       | 26     | 2007    | Erbaut |